# Jean Bidart
Jean Bidart (* 1. August 1923 in Gujan-Mestras; † 18. Juli 2010 in La Teste-de-Buch) war ein französischer Radrennfahrer und nationaler Meister im Radsport.

## Sportliche Laufbahn
Bidart wurde 1947 als Amateur französischer Meister im Straßenrennen vor Robert Desbats. Ein Jahr später wurde er Berufsfahrer im Team Alcyon-Dunlop, in dem Briek Schotte Kapitän war. Er gewann drei Straßenrennen als Profi. 1964 beendete er seine Laufbahn.

## Berufliches
Nach seiner Laufbahn eröffnete er ein Fischgeschäft mit einer Austernzucht.